# NGC 4150
NGC 4150 ist eine linsenförmige Galaxie vom Hubble-Typ S0 im Sternbild Haar der Berenike am Nordsternhimmel. Die Radialgeschwindigkeit von 208 km/s ist zu gering, um ein zuverlässiger Indikator für die Entfernung zu sein. Tatsächlich ist die resultierende Entfernungsschätzung von 10 Millionen Lichtjahren weitaus kleiner als die rotverschiebungsunabhängige Entfernungsschätzung von 42 ± 12 Millionen Lichtjahren. Bei einer Entfernung von etwa 50 Millionen Lichtjahren weist die Galaxie einen Durchmesser von etwa 30.000 Lichtjahren auf.

Im selben Himmelsareal befindet sich u. a. die Galaxie NGC 4136.
Das Objekt wurde am 13. März 1785 von William Herschel entdeckt.